# Cața, Brașov
Cața (în dialectul săsesc Kazenderf, Katsndref, în germană Katzendorf, în maghiară Kaca) este satul de reședință al comunei cu același nume din județul Brașov, Transilvania, România.
Prima mențiune a localității a fost în anul 1400. Conform vechii împărțiri administrative existente până în anul 1876, așezarea a aprținut de Scaunul Rupea și a făcut parte ca localitate liberă din Pământul crăiesc și din capitulul Kosd. S-au făcut diverse studii și analize în ce privește originea denumirii staului. După părerea lui Gustav Kisch, în Germania există 14 localități al căror nume este Katzendorf, ca urmare sașii ar fi adus numele acesta încă de la momentul colonizării Transilvaniei. Astfel, lângă Eifel există un Katzenburg, lângă Bernkastel pe Mosela un Katzenloch, în zona Rinului mijlociu un Katzenhof și un Katzenbach, în districtul Trier un Katzenmuhle și în Luxemburg un Katzenhof. Daniel Hager susține teza că la origini denumirea localității ar fi fost Kattendorf, aici așezându-se de fapt imigranții din Hessa. Conform acestei supoziții băștinașii din Hessa ar fi descendenți direcți ai unui trib germanic, din teritoriul Fulda-Lahn care a aparținut mai târziu Franconilor, al cărui nume ar fi Chatten sau Katten. Punând acest nume noii așezări transilvănene, acesta s-a modificat datorită evoluției dialectului săsesc din Katte în Katz și vocabula Ratte a devenit Ratz. În documentele vremurilor, Cața apare între secolele al XIV-lea și al XV-lea sub denumirile de Cacza, Katzen, Kacza și Katza pentru localizarea satului Katzendorf în harta lui Honterus. Există și o mențiune care arată că așezarea avea în anul 1488, o școală, 5 păstori, 92 de gospodării și doi săraci.

## Monumente
Localitatea deține importante monumente istorice, dupa cum urmează:
- Monumentul Eroilor Români din Primul Război Mondial. Monumentul este amplasat în fața Școlii Generale și este ridicat în memoria Eroilor Români căzuți în Primul Război Mondial. Monumentul cu pajură și o cruce pentru ostaș necunoscut are drept autor pe profesorul Florian Geamănu, fiind dezvelit în anul 1937. Acest monument este realizat din bronz și beton, iar împrejmuirea este asigurată de un gard din beton și țevi metalice, unite cu lanțuri.
- Ansamblul bisericii evanghelice fortificate din Cața, sec. XIII-XIX, cod LMI BV-II-m-A-11628, compusă din:
  - Biserica evanghelică, sec. XIII-XIX, cod LMI BV-II-m-A-11628.01
  - Dublă incintă fortificată, cu patru turnuri, sec. XV - XVII, cod LMI BV-II-m-A-11628.02
  - Fosta școală confesională evanghelică, azi școală generală, 1884, cod LMI BV-II-m-A-11628.03
- Casa parohială evanghelică, sec. XVIII, cod LMI BV-II-m-B-11629
- Casa Hones-Marcus, 1824, cod LMI BV-II-m-B-11630
- Biserica "Sf. Treime", sec. XVIII, cod LMI BV-II-m-B-11631
- Fosta școală românească, 1936, cod LMI BV-II-m-B-11632
- Casa Georg Mathie, 1872 - 1883, cod LMI BV-II-m-B-11627
- Casa Günther Thomes, 1833, cod LMI BV-II-m-B-11626
- Casa Michael Lienert, 1808, cod LMI BV-II-m-B-11625
- Ansamblu rural, sec. XVIII, cod LMI BV-II-m-B-11624
- Ansamblul rural "Piața Centrală", Construcțiile de pe cele patru laturi ale pieței, sec. XIII-XIX, cod LMI BV-II-m-B-11623

## Personalități
- Ioan Popescu (1832-1892), pedagog, membru corespondent al Academiei Române. În comună există o casă memorială dedicată lui Ioan Popescu.
- Ioan Ursu (1875-1925, istoric, membru titular al Academiei Române din 1910. A participat activ la viața politică a țării ca publicist. Articolele sale politice se regăsesc în periodicele "Cultura Română", "Românul", "Timpul", "Orientul român", "Universul", "Gazeta Transilvaniei", "Luceafărul", "Adevărul". În comună există o casă memorială.
- Frieder Schuller - (n. 1942) este un poet de limbă germană, libretist, scenarist și regizor.

## Galerie de imagini

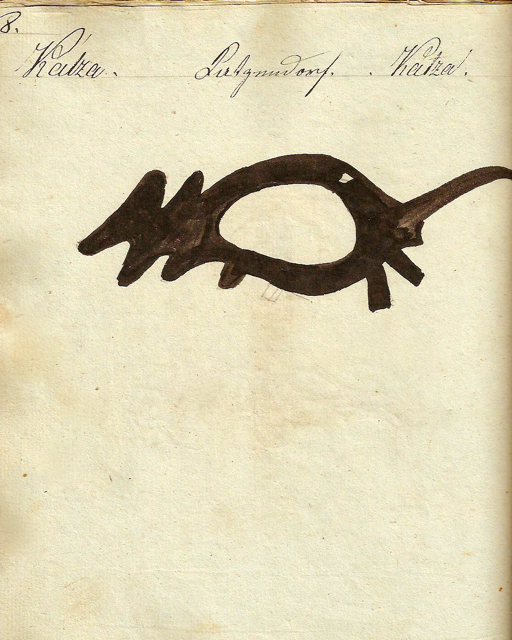
1826 - Danga pentru vitele din Cața
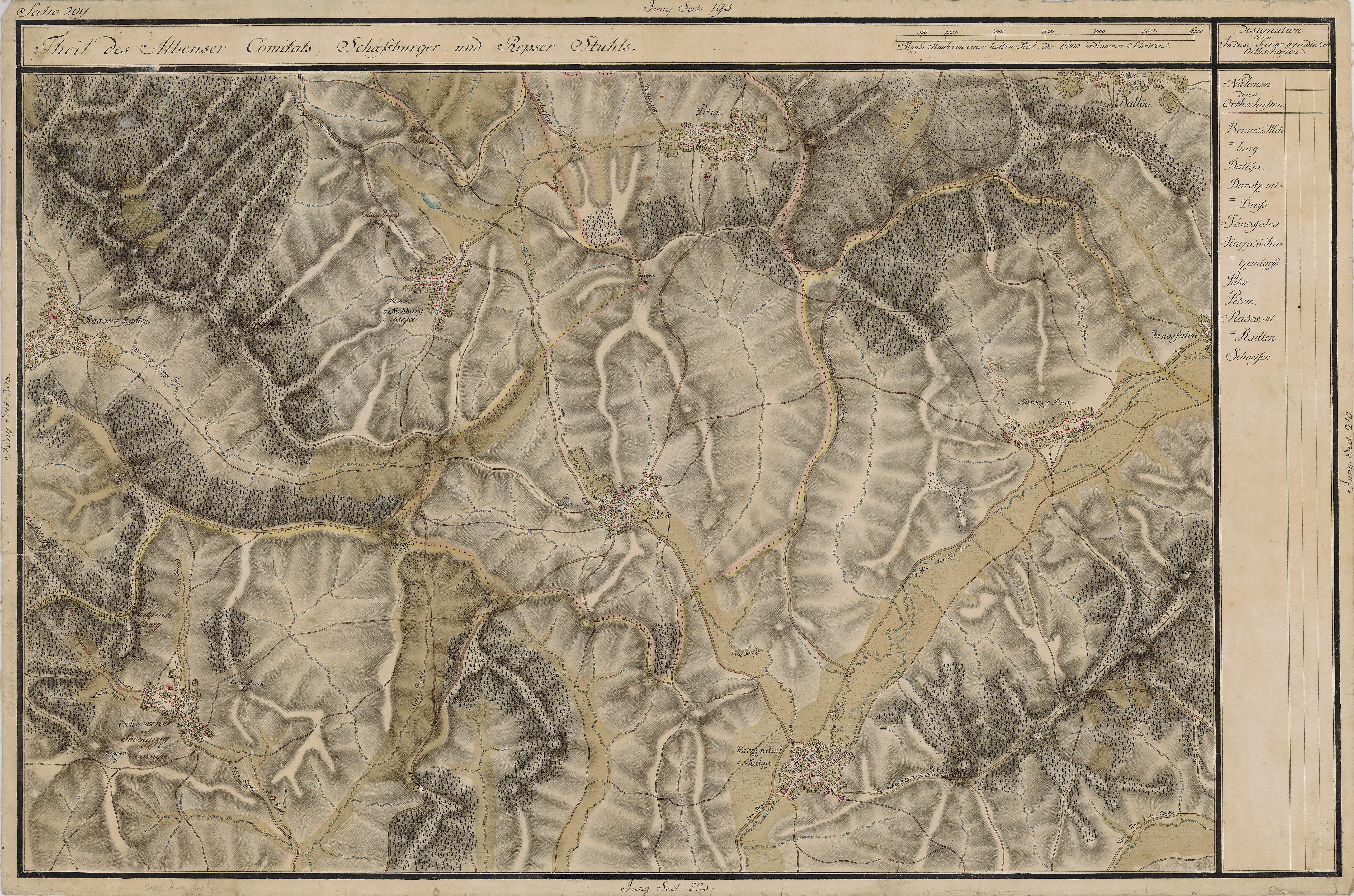
Cața în Harta Iosefină a Transilvaniei, 1769-1773
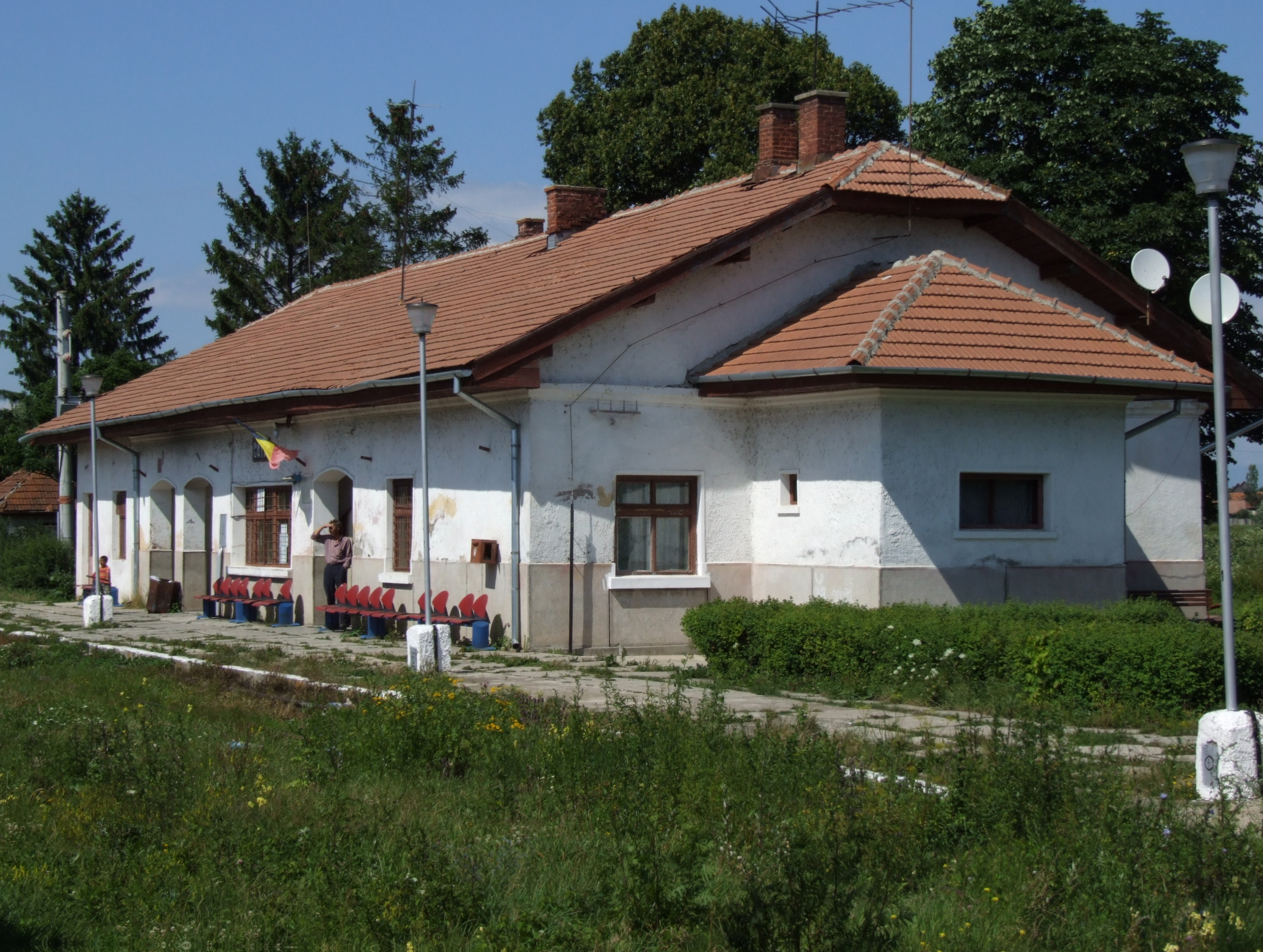
Gară
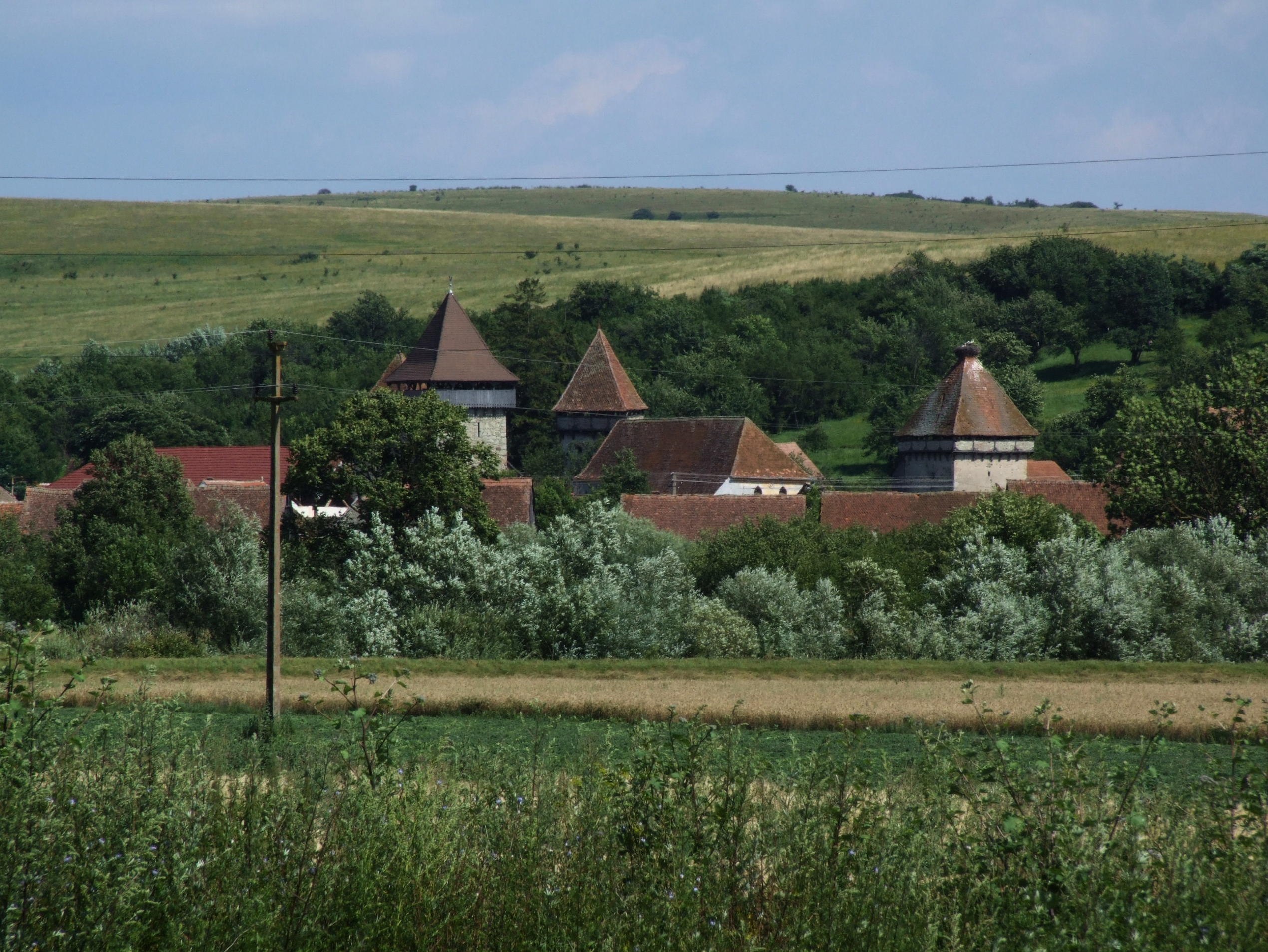
Vedere asupra incintei fortificate
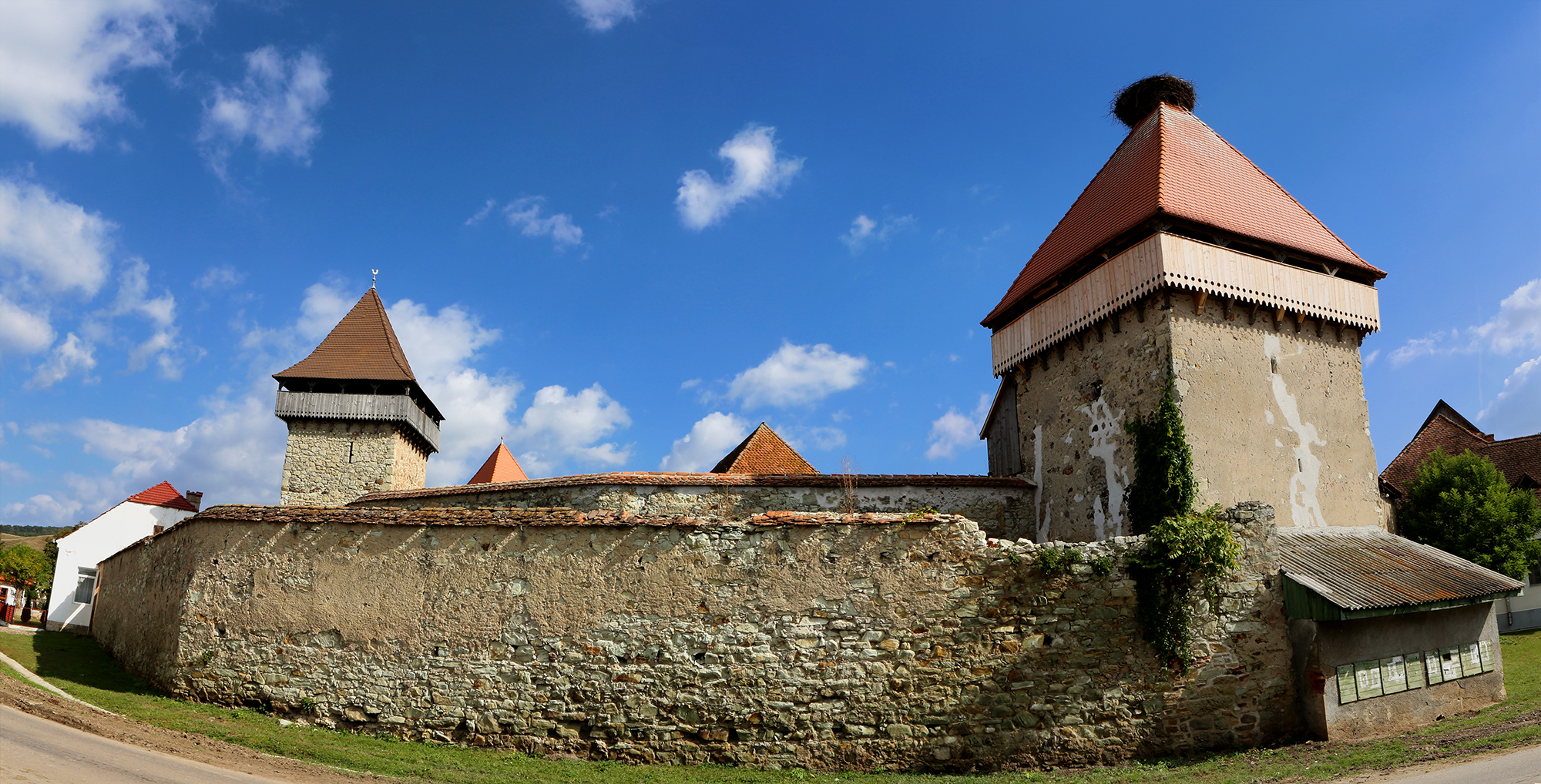
Ansamblul fortificat din Cața